# Dobsza (Lacháza)
Dobsza (horvátul: Dopsin) falu Horvátországban, Eszék-Baranya megyében. Közigazgatásilag Lacházához tartozik.

## Fekvése
Eszéktől légvonalban 15, közúton 22 km-re délnyugatra, községközpontjától 1 km-re délnyugatra, Szlavónia keleti részén, a Szlavóniai-síkságon, az Eszék-Vrpolje vasútvonal mentén fekszik. 

## Története
Dobsza első írásos említése 1263-ban „Villa Dapsa” alakban történt a johannita lovagrend birtokaként. Birtokosait az oklevél „Cruciferi de Dubza”, azaz dobszai keresztesek néven említi. 1356-ban „Possessio cruciferorum Dobsa” alakban egyértelműen a keresztesek dobszai birtokaként szerepel. Nem tudjuk, hogy a rend mikor kapta a birtokot, melynek emlékét őrzi Dobszától délre, Haraszti mellett egy nagyobb földterület, melyet Ivanovcinak (johanniták) neveznek, a Valkó (Vuka) itteni hídját pedig ma is „mostom na Ivanovcima” néven nevezik. A rend nem sokkal ezután elveszítette ezen birtokát, mert 1361-ben Garai Miklós macsói bán Dobszára („in villa Dobsa”) hívta össze Szerém vármegye gyűlését, tehát ekkor már a birtok a Garaiaké lehetett. 1443-ban „Dobza” néven nemesi névben találjuk.  A 15. században a vidék legnagyobb urai, a Kórógyiak szerezték meg. 1466-ben „Dopza” néven már az ő birtokuk volt. A 16. századbam „oppidum Dobza” néven mezővárosként Kórógy várával együtt említik.
Dobsza a térséggel együtt 1536 körül került török kézre és Eszék 1687-es visszafoglalásával szabadult fel végleg a török uralom alól. A török uralom idején területe puszta volt. A 18. században pravoszláv szerbekkel telepítették be. Az első katonai felmérés térképén „Dopszin” néven található. Lipszky János 1808-ban Budán kiadott repertóriumában „Dobszin” néven szerepel. Nagy Lajos 1829-ben kiadott művében „Dobszin” néven 88 házzal, 488 ortodox vallású lakossal találjuk.
A falunak 1857-ben 517, 1910-ben 745 lakosa volt. Verőce vármegye Eszéki járásának része volt. Az 1910-es népszámlálás adatai szerint lakosságának 77%-a szerb, 10%-a magyar, 8%-a horvát anyanyelvű volt. Az első világháború után 1918-ban az új szerb-horvát-szlovén állam, majd később (1929-ben) Jugoszlávia része lett. A falu 1991-től a független Horvátországhoz tartozik. 1991-ben lakosságának 80%-a szerb, 11%-a horvát, 5%-a jugoszláv nemzetiségű volt. 2011-ben a falunak 482 lakosa volt.

## Lakossága
| Lakosság változása | Lakosság változása | Lakosság változása | Lakosság változása | Lakosság változása | Lakosság változása | Lakosság változása | Lakosság változása | Lakosság változása | Lakosság változása | Lakosság változása | Lakosság változása | Lakosság változása | Lakosság változása | Lakosság változása | Lakosság változása |
| ------------------ | ------------------ | ------------------ | ------------------ | ------------------ | ------------------ | ------------------ | ------------------ | ------------------ | ------------------ | ------------------ | ------------------ | ------------------ | ------------------ | ------------------ | ------------------ |
| 1857               | 1869               | 1880               | 1890               | 1900               | 1910               | 1921               | 1931               | 1948               | 1953               | 1961               | 1971               | 1981               | 1991               | 2001               | 2011               |
| 517                | 666                | 481                | 643                | 728                | 745                | 695                | 852                | 825                | 776                | 849                | 658                | 678                | 647                | 545                | 482                |

## Nevezetességei
Szent Péter és Pál apostolok tiszteletére szentelt szerb pravoszláv parochiális temploma 1764-ben épült későbarokk stílusban. Egyhajós épület félköríves apszissal, a főhomlokzat feletti harangtoronnyal, melyet barokk hagymaalakú toronysisakkal fedtek be. A hajót dongaboltozattal, a szentélyt félkupolával fedték. Az épületet 2014-ben megújították.

## Sport
Az NK Goleo Dopsin labdarúgóklubot 2008-ban alapították. Elődje az 1950-es években alapított NK Stojanović Rade Dopsin labdarúgóklub volt.